# Jüdischer Friedhof (Heilbad Heiligenstadt)
Der Jüdische Friedhof Heiligenstadt in Heilbad Heiligenstadt (Landkreis Eichsfeld, Thüringen), an der Ecke Schillerstraße/Ibergstraße, wurde 1817 von der jüdischen Gemeinde angelegt. Noch sind mehrere Dutzend Grabsteine erhalten. Der Friedhof ist gegenwärtig von einem einfachen Holzzaun umgeben.

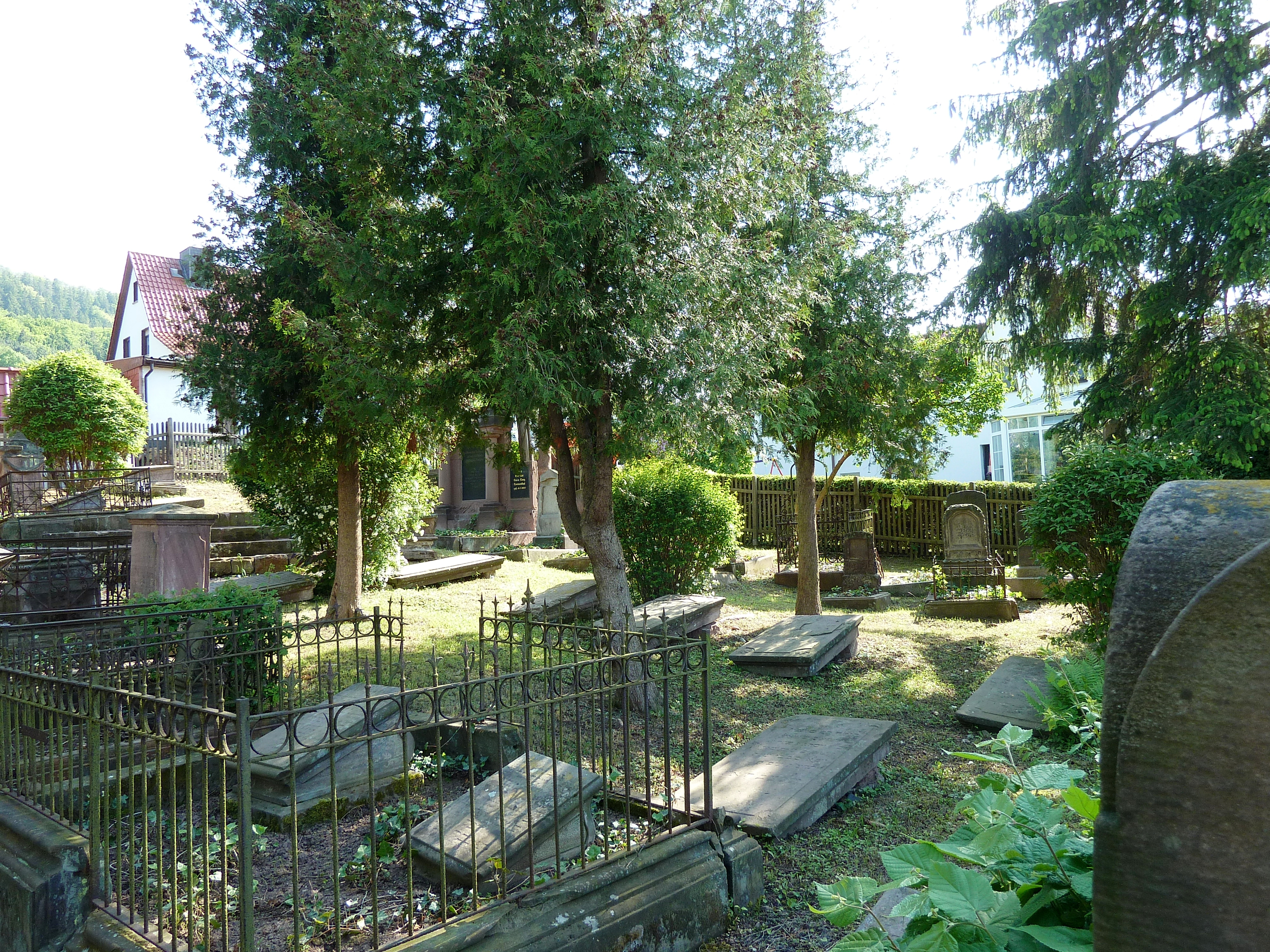
Blick vom Eingang auf den Westteil des Friedhofs

Nach mittelalterlicher Verfolgung und Pogromen in der Stadt entstand Mitte des 19. Jahrhunderts eine neue Gemeinde von etwa 80 jüdischen zugewanderten Bürgern. 1882 war die Israelitische Gemeinde auf 107 Mitglieder angewachsen.
In zeitgenössischen Heiligenstädter Bürgerverzeichnissen lassen sich die jüdischen Familiennamen Oppenheim, Loewenthal, Katz und Grunsfeld über längere Zeit nachweisen, bei Berufsangaben werden sie meist als selbständige Kaufleute verzeichnet. Auch die blühende jüdische Gemeinschaft Heiligenstadts ging durch die rassistische Verfolgung in den 1930er Jahren zu Grunde,  sie galt seit September 1942 als völlig ausgelöscht.
Der Friedhof wurde Ostern 2010 von Unbekannten geschändet.